# Dr. Alban
Dr. Alban (eredeti neve: Alban Uzoma Nwapa), (Enugu, 1957. augusztus 26. –) nigériai születésű svéd fogorvos, énekes, producer, a Dr. Records kiadó megalapítója. Dalai leginkább eurodance, hiphop, reggae, valamint dancehall stílusban íródtak. Becslések szerint 16 millió lemezt adott el világszerte. Leghíresebb dala az 1992-ben megjelent It’s My Life, második One Love című stúdióalbumáról.

## Életpályája
10 gyermekes középosztálybeli családban született Ogutában, Imo államban, Nigériában. Igbó származású.
Dr. Alban James Brown és Fela Kuti zenéin nőtt fel. Ifjúsága nagy részét szülővárosában, Ogutában töltötte, majd 23 évesen költözött Svédországba.  31 éves korában elvégezte az orvosi egyetemet, majd Svédországban dolgozott fogorvosként, közben DJ-ként tevékenykedett a stockholmi Alphabet Street Klubban, hogy finanszírozza tanulmányainak költségeit.
1990-ben találkozott Denniz Pop producerrel, a SweMix kiadó alapítójával. Közös munkájuk gyümölcseként jelent meg a Hello Afrika című kislemez, melyben Alban Afrika iránti szeretetéről énekelt, és közreműködött benne Leila K rapper is. Első albuma meglehetősen sikeres volt, és számos piacon arany minősítéssel jutalmazták. Németországban több mint 250.000 darabot adtak el, míg Ausztriában 25.000 darab, Svájcban pedig 25.000 példány talált gazdára.
Egy évvel később az első album sikereit sikerült felülmúlnia, második "One Love" című albumával, mely olyan slágereket tartalmazott, mint az "It's My Life" ami egy Tampax reklám zenéje is volt, valamint a Sing Hallelujah! című dal. Az "It's My Life" dal elérte az első helyet Izraelben, Ausztriában, Hollandiában, Svédországban, és Németországban, valamint második lett Norvégiában, Svájcban, és az Egyesült Királyságban. A dal platinalemez lett Németországban, ahol több mint 500.000 példányban kelt el. Hollandiában 75.000 példány talált gazdára, és összesen több mint kétmillió példányban kelt el belőle Európában. Az album az albumlista élére került Ausztriában, Svájcban pedig az első öt helyezett között volt. Németországban a 6. helyezettet érte el. Arany minősítést kapott Németországban, Ausztriában, és Svájcban pedig platinával jutalmazták.
Alban harmadik stúdióalbuma, a Look Who’s Talking amelyet 1994-ben adtak ki, számos piacon, köztük Németországban, Svájcban, és Ausztriában is Top 10-es helyezett volt. Ez volt az első albuma, amely arany minősítést kapott hazájában, Svédországban, a több mint 50.000 darab eladásával.
Dr Alban megalapított saját lemezkiadóját, a Dr. Records-ot, amelyen kiadta 1996-os Born In Africa című albumát. 1998. augusztus 30-án Denniz Pop producer elhunyt gyomorrákban, így Albannak egyedül kellett boldogulnia. Az albumot Pop nélkül, a svéd La Cream együttessel, valamint Daddy Showkey-vel készítette el. Az album már nem tudta felülmúlni korábbi albumai sikerét, így Finnországban a 12. helyet érte el, míg Svájcban és Svédországban a 37. helyezett volt. Németországban az 52., Ausztriában a 41. helyezett volt. Az album címadó dala az 1. helyezést érte el Finnországban.
1997-ben Alban kiadta a The Very Best Of 1990-1997 című válogatásalbumot, amely csak Ausztriában, Svédországban és Németországban szerepelt a listán. Ugyanebben az évben megjelent a I Believe stúdióalbum, amely Svédországban a 27., Finnországban a 30., Ausztriában pedig a 41. helyet érte el. 1998 végén Dr. Alban kiadott egy kislemezt Sash!-sel, "Colour the World" címmel, amely mérsékelt sikert aratott Európában.

## 2000: Visszatérés a zenéhez
2000-ben Alban kiadta a "What Do I Do" című dalt, mely csak Svédországban került fel a slágerlistára, a 43. helyre, és ott is mindössze két hetet töltött. A "Prescription" című albuma bukás volt, mivel nem lett slágerlistás helyezett.
2007-ben több éves kihagyás után Alban visszatért a zenei életbe, ahol kiadta a "Back to Basics" című stúdióalbumát, amelyet csak Dr. Alban hivatalos honlapján keresztül lehetett elérni. Oroszországban azonban fizikai formátumban, CD-n, és kazettán is megjelent.

## 2010– jelenleg
2010-ben Alban ismét együttműködött Sash!-el, a "Hello Afrika" remake elkészítésében, amely a "Hello South Afrika" címet kapta, és a 2010-es labdarúgó-világbajnokságnak szenteltek. Ezt egy 16 remixből álló kislemez követte.
2014. február 15-én a göteborgi Scandinavium arénában Alban közösen lépett fel Jessica Folckerrel, és a 2014-es Melodifestivalen harmadik előfutamában az "Around the World" című dalt adták elő. Ezzel a dallal az 5. helyet szerezték meg, és jogot nyertek, hogy Svédországot képviseljék a 2014-es Eurovíziós Dalfesztiválon, Koppenhága-ban, Dániában.
2015-ben megjelent a "Hurricane" című dal, amely nem került fel az európai slágerlistákra.
2020 májusában Alban megjelentette a "Hello Sverige" című dalt svéd nyelven, hogy Svédország lakosságát arra ösztönözze, hogy tartsa  be a Covid19 világjárvány elleni küzdelem érdekében bevezeteett társadalmi távolságtartási intézkedéseket. A következő hónapban megjelent a dal angol változata "Hello Nation" címmel. A dal a "Hello Afrika" című dal újabb remake-je.
2020 júniusában megjelent a "Drama" című dal, szintén svédül, Folkhemmet énekesnővel közösen. A dal Alban, és a svéd bulvárújságírókkal ápol, hosszan tartó kapcsolatáról szól.

## Magánélete
Alban 2004-ben ismerkedett meg Katherine Hermanson svéd tanárnővel, Tomas Brolin labdarúgón keresztül. A párnak két lánya született. Jane (2005) és Julia (2008). A kapcsolat 2021-ben véget ért. Alban a válása óta továbbra is Stockholmban él.

## Diszkográfia

### Stúdióalbumok
| Hello Afrika                                                          | - Megjelent: 1991. február 18. - Label: Ariola - Formátum: LP · CD · MC                                 | 6  | —   | 2  | 29 | 11 | 43 | —  | 8  | - BVMI: Arany - IFPI AUT: Arany - IFPI SWI: Arany     |
| One Love                                                              | - Megjelent: 1992. május 4. - Label: Ariola - Formátum: LP · CD · MC                                    | 15 | 149 | 1  | 4  | 6  | 20 | 15 | 3  | - BVMI: Arany - IFPI AUT: Platina - IFPI SWI: Platina |
| Look Who’s Talking                                                    | - Megjelent: 1994. március 25. - Label: Ariola - Formátum: LP · CD · MC                                 | 11 | 98  | 7  | 4  | 7  | 28 | 13 | 8  | - GLF: Arany                                          |
| Born In Africa                                                        | - Megjelent: 1996. április 9. - Label: Ariola - Formátum: LP · CD · MC                                  | 37 | —   | 41 | 12 | 52 | —  | —  | 37 |                                                       |
| I Believe                                                             | - Megjelent: 1997. október 1. - Label: Metrovynil (EAMS Lesser) - Formátum: LP · CD · MC                | 27 | —   | 41 | 30 | —  | —  | —  | —  |                                                       |
| Prescription                                                          | - Megjelent: 2001. november 26. - Label: Rough Trade/Dr. Records - Formátum: CD · MC                    | —  | —   | —  | —  | —  | —  | —  | —  |                                                       |
| Back to Basics                                                        | - Megjelent: 2008. november 13. - Label: Haring Records/Dr. Records - Formátum: Digitális letöltés · CD | —  | —   | —  | —  | —  | —  | —  | —  |                                                       |
| "—" nem volt slágerlistás helyezés, vagy nem jelent meg az országban. | |    |     |    |    |    |    |    |    |                                                       |

### Válogatáslemezek
| Cím                        | Album információk                                                      | Legjobb slágerlistás helyezés | Legjobb slágerlistás helyezés | Legjobb slágerlistás helyezés |
| Cím                        | Album információk                                                      | SWE                           | AUT                           | GER                           |
| -------------------------- | ---------------------------------------------------------------------- | ----------------------------- | ----------------------------- | ----------------------------- |
| The Very Best Of 1990-1997 | - Megjelent: 1997. június 30. - Label: Ariola - Formátum: LP · MC · CD | 38                            | 38                            | 66                            |

### Kislemezek
| Cím                                                                   | Év   | Legjobb slágerlistás helyezés | Legjobb slágerlistás helyezés | Legjobb slágerlistás helyezés | Legjobb slágerlistás helyezés | Legjobb slágerlistás helyezés | Legjobb slágerlistás helyezés | Legjobb slágerlistás helyezés | Legjobb slágerlistás helyezés | Legjobb slágerlistás helyezés | Legjobb slágerlistás helyezés | Díjak                                                          | Album                      |
| Cím                                                                   | Év   | SWE                           | AUS                           | AUT                           | FIN                           | GER                           | NLD                           | SPA                           | SWI                           | UK                            | US                            | Díjak                                                          | Album                      |
| --------------------------------------------------------------------- | ---- | ----------------------------- | ----------------------------- | ----------------------------- | ----------------------------- | ----------------------------- | ----------------------------- | ----------------------------- | ----------------------------- | ----------------------------- | ----------------------------- | -------------------------------------------------------------- | -------------------------- |
| "Hello Afrika" (featuring Leila K.)                                   | 1990 | 7                             | 180                           | 1                             | —                             | 2                             | 25                            | 7                             | 3                             | 146                           | —                             | - GLF: Arany                                                   | Hello Afrika               |
| "No Coke"                                                             | 1990 | 1                             | —                             | 2                             | 12                            | 3                             | 7                             | 6                             | 3                             | 84                            | —                             | - GLF: Platina                                                 | Hello Afrika               |
| "U & Mi"                                                              | 1991 | 20                            | —                             | 11                            | 6                             | 14                            | —                             | 15                            | 9                             | —                             | —                             |                                                                | Hello Afrika               |
| "Sing Shi-Wo-Wo (Stop The Pollution)"                                 | 1991 | 36                            | —                             | 16                            | 3                             | —                             | —                             | —                             | 13                            | —                             | —                             |                                                                | Hello Afrika               |
| "It’s My Life"                                                        | 1992 | 1                             | 43                            | 1                             | 5                             | 1                             | 1                             | 11                            | 2                             | 2                             | 88                            | - BPI: Ezüst - BVMI: Platina - IFPI AUT: Arany - NVPI: Platina | One Love                   |
| "One Love"                                                            | 1992 | 19                            | 193                           | 9                             | 7                             | 7                             | 14                            | —                             | 11                            | 45                            | —                             |                                                                | One Love                   |
| "Sing Hallelujah!"                                                    | 1993 | 6                             | 5                             | 7                             | 2                             | 4                             | 6                             | 8                             | 4                             | 16                            | —                             | - ARIA: Platina - BVMI: Platina                                | One Love                   |
| "Look Who’s Talking"                                                  | 1994 | 2                             | 215                           | 3                             | 1                             | 3                             | 4                             | 2                             | 6                             | 55                            | —                             |                                                                | Look Who’s Talking         |
| "Away From Home"                                                      | 1994 | 24                            | 92                            | 12                            | 2                             | 25                            | 45                            | 5                             | 26                            | 42                            | —                             |                                                                | Look Who’s Talking         |
| "Let The Beat Go On"                                                  | 1994 | 17                            | 186                           | 23                            | 3                             | 18                            | 19                            | —                             | —                             | —                             | —                             |                                                                | Look Who’s Talking         |
| "Sweet Dreams" (featuring Swing)                                      | 1995 | 12                            | —                             | —                             | 4                             | —                             | 44                            | —                             | —                             | 59                            | —                             |                                                                | Nem album dal              |
| "This Time I’m Free"                                                  | 1995 | 3                             | —                             | 23                            | 1                             | 27                            | 35                            | —                             | 32                            | —                             | —                             |                                                                | Born In Africa             |
| "Born In Africa"                                                      | 1996 | 11                            | —                             | 31                            | 1                             | —                             | —                             | —                             | 47                            | —                             | —                             |                                                                | Born In Africa             |
| "Hallelujah Day"                                                      | 1996 | 30                            | —                             | 35                            | 12                            | —                             | —                             | —                             | —                             | —                             | —                             |                                                                | Born In Africa             |
| "It’s My Life'97" (featuring Sash!)                                   | 1997 | —                             | —                             | —                             | 18                            | —                             | —                             | —                             | —                             | —                             | —                             |                                                                | The Very Best Of 1990-1997 |
| "Guess Who's Coming to Dinner (Carolina)"                             | 1997 | 6                             | —                             | —                             | —                             | —                             | —                             | —                             | —                             | —                             | —                             |                                                                | I Believe                  |
| "Mr. DJ"                                                              | 1997 | —                             | —                             | 21                            | 8                             | 70                            | —                             | 3                             | —                             | —                             | —                             |                                                                | I Believe                  |
| "Long Time Ago"                                                       | 1997 | 55                            | —                             | —                             | 15                            | —                             | —                             | 15                            | —                             | —                             | —                             |                                                                | I Believe                  |
| "Feel the Rhythm"                                                     | 1998 | 56                            | —                             | —                             | —                             | —                             | —                             | 13                            | —                             | —                             | —                             |                                                                | I Believe                  |
| "What Do I Do"                                                        | 2000 | 43                            | —                             | —                             | —                             | —                             | —                             | —                             | —                             | —                             | —                             |                                                                | Prescription               |
| "Because of You"                                                      | 2002 | —                             | —                             | —                             | —                             | —                             | —                             | —                             | —                             | —                             | —                             |                                                                | Prescription               |
| "Work, Work"                                                          | 2003 | 13                            | —                             | —                             | 19                            | —                             | —                             | —                             | —                             | —                             | —                             |                                                                | Nem album dal              |
| "Habibi" (featuring Melissa)                                          | 2008 | —                             | —                             | —                             | —                             | —                             | —                             | —                             | —                             | —                             | —                             |                                                                | Back to Basics             |
| "We Love the 90's" (featuring Haddaway)                               | 2008 | —                             | —                             | —                             | —                             | —                             | —                             | —                             | —                             | —                             | —                             |                                                                | Nem album dal              |
| "Freedom"                                                             | 2012 | —                             | —                             | —                             | —                             | —                             | —                             | —                             | —                             | —                             | —                             |                                                                | Nem album dal              |
| "Loverboy"                                                            | 2012 | —                             | —                             | —                             | —                             | —                             | —                             | —                             | —                             | —                             | —                             |                                                                | Nem album dal              |
| "It's My Life 2014"                                                   | 2014 | —                             | —                             | 39                            | —                             | 29                            | —                             | —                             | —                             | —                             | —                             |                                                                | Nem album dal              |
| "Around the World" (featuring Jessica Folcker)                        | 2014 | 52                            | —                             | —                             | —                             | —                             | —                             | —                             | —                             | —                             | —                             |                                                                | Nem album dal              |
| "Hurricane"                                                           | 2015 | —                             | —                             | —                             | —                             | —                             | —                             | —                             | —                             | —                             | —                             |                                                                | Nem album dal              |
| "Drama" (Dr. Alban & Folkhemmet, in Swedish)                          | 2020 | —                             | —                             | —                             | —                             | —                             | —                             | —                             | —                             | —                             | —                             |                                                                | Nem album dal              |
| "Change (I Have a Dream)" (featuring Whitney Peyton)                  | 2022 | —                             | —                             | —                             | —                             | —                             | —                             | —                             | —                             | —                             | —                             |                                                                | Nem album dal              |
| "—" nem volt slágerlistás helyezés, vagy nem jelent meg az országban. |      |                               |                               |                               |                               |                               |                               |                               |                               |                               |                               |                                                                |                            |

#### Közreműködő előadóként
| "Papaya Coconut" (Kikki Danielsson featuring Dr. Alban)                      | 1998 | 22 | —  | —   | —  | —  | —  | —  | Nem album dal    |
| "Colour the World" (Sash! featuring Dr. Alban)                               | 1999 | 54 | —  | —   | 39 | 69 | 39 | 15 | Nem album dal    |
| "Sing Hallelujah (New Version)" (Yamboo featuring Dr. Alban)                 | 2005 | —  | 12 | —   | —  | —  | —  | —  | Okama de Mapouka |
| "Chiki Chiki" (Starclub featuring Dr. Alban)                                 | 2006 | —  | —  | —   | —  | —  | —  | —  | Nem album dal    |
| "It’s My Life (Don't Worry)" (Chawki featuring Dr. Alban)                    | 2014 | —  | —  | 187 | —  | —  | —  | —  | Nem album dal    |
| "Good to You" (Basic Element featuring Dr. Alban)                            | 2016 | —  | —  | —   | —  | —  | —  | —  | Nem album dal    |
| "It's My Life" (Popek featuring Dr. Alban)                                   | 2020 | —  | —  | —   | —  | —  | —  | —  | Nem album dal    |
| "Life Is Now" (Basic Element, Dr. Alban, Waldo's People featuring Elize Ryd) | 2022 | —  | —  | —   | —  | —  | —  | —  | Nem album dal    |
| "—" nem volt slágerlistás helyezés, vagy nem jelent meg az országban.        |      |    |    |     |    |    |    |    |                  |

## Külső hivatkozások
- Dr. Alban hivatalos oldala
- http://www.drrecords.com/
- https://web.archive.org/web/20050925162307/http://www.dralban.info/
- Live Preview of Dr. Alban Songs, Albums